# Rapt au Deuxième Bureau
Pour les articles homonymes, voir Rapt (homonymie) et Deuxième Bureau.
Pour plus de détails, voir Fiche technique et Distribution.
Rapt au Deuxième Bureau est un film français réalisé par Jean Stelli, sorti en 1958.

## Synopsis
Le 2e Bureau organise la protection d'un savant qui a mis au point un carburant destiné aux fusées spatiales.

## Fiche technique
- Titre : Rapt au Deuxième Bureau
- Réalisation : Jean Stelli
- Scénario : Jean Kerchner et Jean Stelli
- Dialogues : Jean Kerchner, Jean Stelli et Pierre Monchemin
- Photographie : Marc Fossard
- Son : Séverin Frankiel
- Décors : Daniel Guéret
- Musique : Marcel Landowski
- Montage : Jean-Charles Dudrumet
- Société de production : Sirius Films - Véga Films
- Format :  Son mono - 35 mm - Noir et blanc - 2,35:1
- Tournage : du 24 mars au 3 mai 1958
- Pays d'origine :  France
- Genre : Film policier
- Durée : 95 minutes
- Date de sortie : 
  - France : 8 octobre 1958
- Affiche : Guy-Gérard Noël (France)

## Distribution
- Frank Villard -  Capt. Derry
- Danielle Godet - Vera Lerins
- Dalida  - Bella Morena
- Yves Brainville
- Jean Lara
- Georges Lannes - Colonel Durand
- Maurice Chevit -  Dédé
- Claude Achard
- Georges Montant